# Avelinópolis
Avelinópolis is een gemeente in de Braziliaanse deelstaat Goiás. De gemeente telt 2.421 inwoners (schatting 2009).